# Glade
Glade Interface Designer, o più semplicemente Glade, è un software per la creazione di GUI basate sul celebre toolkit GTK+, con componenti aggiuntive per l'ambiente desktop GNOME.
Non includendo un gestore del codice sorgente, Glade è da considerarsi un ambiente dedicato esclusivamente agli aspetti grafici di un'applicazione.

## Caratteristiche
L'interfaccia creata viene salvata in un file XML compatibile con le specifiche GtkBuilder, in modo che possa essere inclusa in qualsiasi programma indipendentemente dal linguaggio.
Mentre in precedenza l'applicazione era corredata da un set di librerie, disponibili per vari linguaggi, che permettevano il parsing del file XML in formato glade per la generazione dell'interfaccia grafica, adesso questa funzionalità è stata integrata direttamente nelle librerie GTK+ con l'infrastruttura GtkBuilder. Glade doveva usare anche una estensione per l'utilizzo dei controlli grafici di libgnomedb nella progettazione di tali interfacce.
Essendo specificamente concepito per GNOME e parte di esso, ricade sotto il progetto GNU.
Nel 2006 è stata pubblicata la terza versione, che fra le altre cose introduce la funzione di annullamento delle modifiche (anche conosciuta come "Undo"), la possibilità di aprire più progetti simultaneamente e la gestione del formato GtkBuilder.
Glade dispone inoltre dell'integrazione con Devhelp, un browser di aiuto per le API di GNOME.
È disponibile anche una versione di Glade per il toolkit WxWidgets, chiamata WxGlade.

## GtkBuilder
GtkBuilder è il formato XML che Glade usa per salvare i form. Questi documenti possono poi essere utilizzati in congiunzione con lo strumento GtkBuilder per le istanze (richieste) del form usando GTK+.
GladeXML è il formato XML che è utilizzato in congiunzione con libglade, che attualmente è deprecato perché superato.

## Code sketching
Code sketchers (progettazione di bozze di software) sono applicativi che aiutano un utente a creare codice sorgente da un file di GladeXML.
La maggior parte degli sketchers creano codice sorgente che utilizza libglade e un file GladeXML per creare la GUI (interfaccia grafica).
Alcuni sketchers sono in grado di creare codice puro che non ha bisogno del file GladeXML.
La tabella seguente confronta informazioni di base sui pacchetti sketcher per codice GladeXML.
| Nome                                                     | Autore                                 | Linguaggio                                                                    | Licenza              |
| -------------------------------------------------------- | -------------------------------------- | ----------------------------------------------------------------------------- | -------------------- |
| eglade Archiviato il 13 maggio 2018 in Internet Archive. | Daniel Elphick                         | Eiffel                                                                        | Eiffel Forum License |
| Gladex                                                   | Christopher Pax and Charles Edward Pax | Perl, Python, Ruby                                                            | GPL v3               |
| glc                                                      | Bill Allen                             | Python                                                                        | LGPL                 |
| ruby-glade-create-template (modelli)                     | Masao Mutoh                            | Ruby                                                                          |                      |
| Tepache                                                  | Sandino Flores Moreno                  | Python                                                                        | LGPL                 |
| GTK+tobac2.2.4                                           | Thomas Freiherr                        | FreeBASIC (includes headers - intestazioni - per GTK-2.22.0 / GTKGlExt-1.2.0) | GNU GPL v3           |
| Glade2FB                                                 | Arnel Borja                            | FreeBASIC                                                                     | GNU GPL v3           |